# Shonisaurus
Shonisaurus ist eine Ichthyosauriergattung aus dem Norium (mittlere Obertrias) von Nordamerika. Mit Längen von 15 bis 21 Metern gehörte die Gattung zu den größten Ichthyosauriern.

## Entdeckungsgeschichte
Die ersten Fossilien wurden 1928 von Siemon Muller im US-Bundesstaat Nevada gefunden. Unter der Leitung von Charles Camp und Samuel Paul Welles von der University of California, Berkeley begannen 1954 die Ausgrabungen. Bis 1957 und in weiteren Grabungen 1963 und 1965 wurden die nah beieinander liegenden Überreste von 35 bis 40 Individuen geborgen, von denen aber keines vollständig erhalten war. 1976 wurde die Typusart Shonisaurus popularis beschrieben. Die Fundstätte ist heute als Berlin-Ichthyosaur State Park geschützt. Shonisaurus ist das Staatsfossil von Nevada.
Im Jahr 1991 entdeckte der Archäologe Keary Walde bei einer Wanderung durch die Wälder British Columbias am Ufer des Sikanni Chief River die fossilen Überreste eines riesigen Tieres und meldete die Entdeckung dem Royal Tyrrell Museum. Die dortige Kuratorin für marine Reptilien Elizabeth Nicholls erkannte in dem Fossil einen gigantischen Ichthyosaurier, der eine Länge von 23 Metern hatte, 50 % länger als Shonisaurus popularis. Das Fossil wurde als Shonisaurus sikanniensis beschrieben. Es ist das größte bisher beschriebene marine Reptil. Eine ähnliche Größe erreichte wahrscheinlich ein bisher unbeschriebener Pliosaurier, dessen fossile Überreste als Monster von Aramberri bekannt wurden.

## Merkmale

Shonisaurus sikanniensis (dunkelblau), Shonisaurus popularis (hellblau) und ein Mensch im Größenvergleich

Shonisaurus hatte einen massigen Körper mit ausladendem Rippenkorb. S. sikanniensis war etwas schlanker gebaut als S. popularis. Der Schädel von S. popularis wurde 2,75 Meter lang, der von S. sikanniensis erreichte eine Länge von drei Metern. Die Schwanzwirbelsäule war nach unten abgeknickt und trug eine unsymmetrische haiartige Flosse, bei der der größere Lobus allerdings der untere war. Die Schnauze war lang und trug nur im Vorderteil Zähne, ausgewachsene Tiere hatten möglicherweise überhaupt keine Zähne mehr. Vorder- und Hinterflossen waren gleich lang, die von Shonisaurus popularis erreichten eine Länge von 1,5 Metern.